# الوكالة الدولية للطاقة

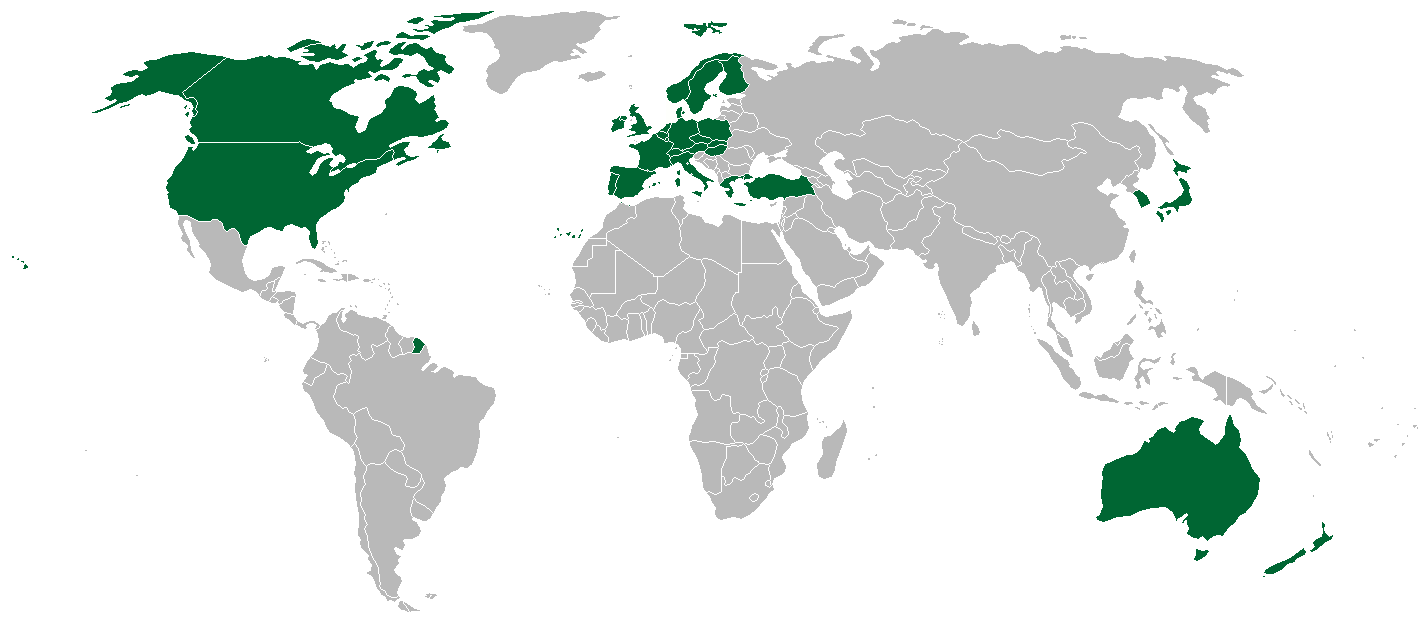
الدول الأعضاء في الوكالة الدولية للطاقة.

الوكالة الدولية للطاقة (بالإنجليزية:International Energy Agency أو بالاختصار IEA) هي منظمة دولية، تعمل في مجال البحث وتطوير وتسويق تقنية الطاقة واستخداماتها. كما تمتلك المنظمة رصيدا استراتيجيا من النفط، يمكنها بواسطته التدخل في السوق. تأسست،«المنظمة»، عام 1973 من 16 دولة صناعية بغرض التصرف الجماعي، لمواجهة أزمة النفط[ ؟ ] . في 15 نوفمبر 1974 أعلنت الإدارة الدولية للطاقة كمنظمة مستقلة، ل OECD ، وأن يكون مركزها باريس.
من الإصدارات الهامة التي تقوم بنشرها الوكالة الدولية للطاقة: نشراتها السنوية «أهم إحصاءات الطاقة» لإصداراتها إحصاءات الطاقة الرئيسية، و«نظرة على الطاقة في العالم» توقعات الطاقة العالمية وموسوعة اقصاديات الطاقة „ Bibel der Energiewirtschaft“.
تولت،«رئاسة الوكالة»، «ماريا فان در هوفن» في 1 سبتمبر 2011، وأصبح رئيسها الاقتصادي فتيح بيرول، الفيزيائي، التركي.
في 7 يوليو 2007 أشاعت «الوكالة»، تنبؤا عن وجود بعض البوادر التي تشير إلى حدوث نقص، في النفط في الأسواق العالمية. وأشارت الوكالة بأنه نظرا لقلة أنتاج النفط المتوقع، واحتياجات السوق وتنبأت بأزمة عالمية سوف تحدث بحلول عام 2010، وهذالمشهد المفترض يعضد الخبراء الذين ينادون بنظرية قمة النفط. وأشارت الوكالة بأنه «من الممكن مواجهة تلك الأزمة المختملة باتخاذ بعض الوسائل لتفاديها».
وأجابت الأسواق العالمية برفع سعر البترول،
من 34 إلى 76 US-$/برميل، وهو أعلى سعر يصل إليه خلال 11 شهر. وفي يوم 18 أكتوبر 2007 بيع نفط بسعر
90 US-$/للبرميل. وبعد فترة قصيرتراحعت خلالها الأسعار ارتفع سعر برميل النفط، ووصل إلى ما بين
136 و145 US-$/برميل خلال صيف 2008.
إزاء ارتفاع سعر النفط الكبير، عبُر مدير الوكالة "تاناكا " عن مخاوفه في مؤتمر الطاقة الدولي، المنعقد في لندن نهاية أكتوبر عام 2007، بالنسبة لسلامة توفر النفط في السنوات القادمة، قائلا: على الرغم من ارتفاع أسعار البترول في الخمسة سنوات الماضية، فإن قلة المعروض منه في الأسواق سوف يتفاقم، بعد عام 2009. " وأضاف:" أن أمكانيات إنتاج الآبار تقل ولا تستطيع الإيقاء بالطلب على النفط ".

## التاريخ
أُنشِئت، «الوكالة الدولية للطاقة»، لتلبية احتياجات منظمة الطاقة في الدول الصناعية، في أعقاب أزمة النفط عامي 1973-1974. وعلى الرغم من امتلاك منظمة التعاون الاقتصادي والتنمية (أو سي إيه دي)، هياكل مثل، المجلس، واللجنة التنفيذية، ولجنة النفط، ولجنة الطاقة، التي يمكن أن تتولى قضايا الطاقة، إلا أنها لم تستطع التعامل والاستجابة بفعالية في الأزمة. واتخذت «منظمة التعاون الاقتصادي والتنمية » قرار توزيع النفط [سي (72) 201 (الأخير)]، الذي يُحدد الإجراءات التي يجب تنفيذها، في حالات الطوارئ المتعلقة بإمدادات النفط في أوروبا، لكن هذه الإجراءات لم تُنفّذ خلال الأزمة. بالإضافة إلى ذلك، وضعت منظمة التعاون الاقتصادي والتنمية، توصيات تخص تخزين النفط في «أوروبا»، ولكن نظرًا لإمكانياتها المحدودة، كان لهذه التدابير دورًا محدودًا فقط في حالات الطوارئ المتعلقة بإمدادات النفط.
اقترح «وزير الخارجية الأمريكي» هنري كسنجر، في خطابه أمام جمعية بيلغريمز (جمعية المهاجرين)، إنشاء منظمة جديدة في لندن في 12 ديسمبر 1973. وأيضًا في ديسمبر 1973، أعلن رئيس الوزراء الدنماركي أنكار يورغنسن في قمة مؤتمرات المنظمات «الأوروبية» في كوبنهاغن -والذي كان رئيسًا لها- أن القمة وجدت «أنه من المفيد إجراء دراسات مع الدول الأخرى المستهلكة للنفط لإيجاد حلول لمشكلات الطاقة الصغيرة والكبيرة الشائعة في الدول المستهلكة، وذلك ضمن إطار عمل منظمة التعاون الاقتصادي والتنمية».
أعلن وزراء ثلاثة عشر دولة مستهلكة للنفط في مؤتمر واشنطن للطاقة، الذي انعقد في الفترة من 11 إلى 13 فبراير عام 1974، «الحاجة إلى برنامج عمل شامل لتدبير جميع حالات وضع الطاقة العالمية عن طريق تدابير تعاونية. وبذلك، سيوسعون عمل منظمة التعاون الاقتصادي والتنمية».
أثناء إنشاء منظمة جديدة للطاقة، تقرر الانتفاع من إطار عمل منظمة التعاون الاقتصادي والتنمية واستخدامه، إذ امتلكت المنظمة خبرة في التعامل مع قضايا الطاقة والنفط الأخرى، وامتلكت أيضًا خبرة في التحليل والإحصائيات الاقتصادية، وأنشأت هيئة موظفين، ومنشآت طبيعية، ومركزًا قانونيًا وامتيازات وحصانات، وكانت المنظمة الرئيسية للبلدان الصناعية. مع ذلك، عملت منظمة التعاون الاقتصادي والتنمية وفق قاعدة الإجماع، ولكن لم تكن جميع الدول الأعضاء مستعدة للمشاركة. بناءً على ذلك، اختير النهج المستقل بدلاً من النهج المتكامل.
أُنشئت «الوكالة الدولية للطاقة» في 18 نوفمبر عام 1974، من خلال اتفاقية برنامج الطاقة الدولي (اتفاقية آي إي بّي).
تدخلت «الوكالة الدولية للطاقة» خلال تاريخها في أسواق النفط ثلاث مرات، عن طريق استخدام مخازن للنفط - في،عام1991 خلال،حرب الخليج الثانية، وفي عام 2005 من خلال توزيع مليوني برميل يوميًا (320×103  م3/د) لمدة شهر بعد تأثير إعصار كاترينا على الإنتاج الأمريكي، ولاحقًا في عام 2011 لتعويض الاضطرابات المستمرة في الإمداد النفطي نتيجةً «للحرب الأهلية الليبية» عام 2011.
وفي أبريل عام 2001، أطلقت «الوكالة الدولية للطاقة» بالتعاون مع خمسة منظمات دولية أخرى (منتدى التعاون الاقتصادي لدول، آسيا ، والمحيط الهادئ، يوروستات، منظمة أمريكا اللاتينية للطاقة، أوبك «منظمة الدول المصدرة للنفط»، شعبة الأمم المتحدة الإحصائية) مبادرة البيانات النفطية المشتركة، التي أصبحت في عام 2005 مبادرة بيانات المنظمات المشتركة (جي أو دي آي).

## الدول الأعضاء
الأعضاء المشاركون في الوكالة الدولية للطاقة:
1. أستراليا
2. بلجيكا
3. الدنمارك
4. ألمانيا
5. فنلندا
6. فرنسا
7. اليونان
8. المملكة المتحدة
9. جمهورية أيرلندا
10. إيطاليا
11. اليابان
12. كندا
13. لوكسمبورغ
14. هولندا
15. نيوزيلندا
16. النرويج
17. النمسا
18. بولندا
19. البرتغال
20. إسبانيا
21. السويد
22. سويسرا
23. سلوفاكيا
24. كوريا الجنوبية
25. جمهورية التشيك
26. تركيا
27. المجر
28. الولايات المتحدة

## نقــــد

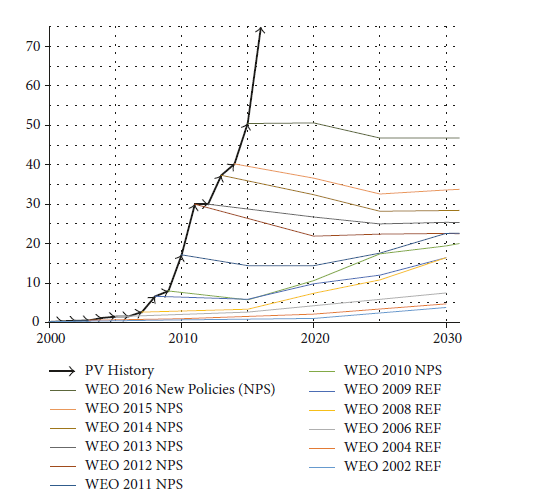
التطوير الحقيقي لإضافات الخلايا الكهروضوئية العالمية مقابل تنبؤات وكالة الطاقة الدولية ، 2002-2016

انتقدت الوكالة الدولية للطاقة، بسبب أخطائها في التنبؤ عدة مرات. فقد احتسبت إمكانيات الطاقة المتجددة، بأقل من الواقع كما أخطأت في توقعاتها بالنسبة إلى زيادة أسعار النفط. ففي عام 2004 تنبأت الوكالة، بسعر لبرميل النفط في حدود 22 دولار أمريكي لعام 2011 . ولكن سعر النفط وصل الآن إلى 110 دولار للبرميل. أصبحت الوكالة مشاركة بسبب الأخطاء في تقديراتها في الأزمة الاقتصادية العالمية، إذ أنها «تقلل من أهمية مشكلة انخفاض كمية البترول، في الأسواق»، وهذا ما ينتقده السياسي «هانز يوزيف فيل» من أعضاء «حزب الخضر» بألمانيا.
كذلك أخطأت الوكالة في تقديراتها، بالنسبة إلى تطور الطاقة المتجددة. فهي تحتسب في تقريرها لعام 2011، نصيب الطاقة المتجددة المستقبلي 2035، بأنه سيكون 15 % من الطاقة الكلية. «فهي تحتسب نسبة الطاقة المتجددة بأقل من المتوقع، وفي نفس الوقت تحتسب أسعارا أكبر من الواقع، بالنسبة إلى تكلفة التوسع في إنتاج الطاقة المتجددة، حيث تحتسب أسعارا باهظة لتلك المنشآت، ولا تحتسب أنخفاض أسعار المواد المستخدمة»، هذا هو انتقاد «راينر هاينريكس-رالويز» من «الاتحاد الفدرالي للطاقة المتجددة» بألمانيا.
كما يأتي انتقاد من جهات أخرى، حيث نشرت جريدة الغارديان البريطانية، قبل صدور تقرير الطاقة العالمي لعام 2009، باتهام أحد المتحدثين الرسميين باسم الوكالة الدولية للطاقة، بأن الوكالة تقلل من خطورة قمة النفط، تحت ضغوط من الولايات المتحدة الأمريكية. كما صدر عن أحد رؤساء الأقسام السابقين في الوكالة قوله «هناك ضغوط بعدم إغضاب الأمريكيين»، وبأن العالم قد دخل بالفعل في مرحلة قمة النفط.
كما أشارت صحيفة الغارديان، إلى فريق من الباحثين العلميين من جامعة أوبسالا بالسويد، الذي قام بفحص تقرير 2008، عن الطاقة في العالم، واعتبر أن تقديرات الوكلة الدولية للطاقة، لا يمكن الوصول إليها. وطبقا لفحص الباحثين ا، إنتاج النفط العالمي سيصل إلى 75 مليون برميل / اليوم، بينما تحتسبه الوكالة الدولية للطاقة IEA بأنه سيكون 105 مليون برميل يوميا. ويعتبر رئيس فريق الباحثين، الدكتور «كييل ألكلت»، أن تقرير الوكالة ما هو إلا «تقرير سياسي».

## الطاقة الحيوية
تم إنشاء الوكالة الدولية، للطاقة الحيوية في عام 1978، من قبل الوكالة الدولية للطاقة (IEA)، بهدف تحسين التعاون وتبادل المعلومات بين البلدان التي لديها برامج وطنية في مجال أبحاث الطاقة الحيوية وتطويرها ونشرها.
تعمل وكالة الطاقة الدولية، كمستشار لسياسة الطاقة، لـ 29 دولة عضو بالإضافة إلى المفوضية الأوروبية، في جهودها لضمان طاقة موثوقة، وبأسعار معقولة، ونظيفة لمواطنيها. كان الدور الأولي لوكالة الطاقة الدولية هو؛ تنسيق الإجراءات في أوقات الطوارئ المتعلقة بإمدادات النفط. مع تغير أسواق الطاقة، تغيرت وكالة الطاقة الدولية. يركز العمل الحالي على سياسات تغير المناخ وإصلاح السوق والتعاون في مجال تكنولوجيا الطاقة، والتواصل مع بقية العالم، وخاصة كبار المنتجين والمستهلكين للطاقة، مثل الصين، والهند، وروسيا ودول أوبك.
يتم إعداد الأنشطة بموجب اتفاقيات التنفيذ. هذه هيئات مستقلة تعمل في إطار عمل توفره وكالة الطاقة الدولية. هناك 42 اتفاقية تنفيذ نشطة حاليًا، إحداها هي وكالة الطاقة الحيوية الدولية.
تشارك 22 دولة بالإضافة إلى المفوضية الأوروبية في IEA الطاقة الحيوية:
1. أستراليا
2. النمسا
3. بلجيكا
4. البرازيل
5. كندا
6. كرواتيا
7. الدنمارك
8. فنلندا
9. فرنسا
10. ألمانيا
11. أيرلندا
12. إيطاليا
13. اليابان
14. كوريا الشمالية
15. هولندا
16. نيوزيلندا
17. النرويج
18. جنوب إفريقيا
19. السويد
20. سويسرا
21. المملكة المتحدة
22. الولايات المتحدة

## الترويج للطاقة المتجددة - برنامج أنظمة الطاقة الكهروضوئية
يعد برنامج أنظمة الطاقة الكهروضوئية (PVPS)، التابع لوكالة الطاقة الدولية أحد اتفاقيات البحث والتطوير التعاونية، التي تم تأسيسها داخل الوكالة الدولية للطاقة، ومنذ إنشائها في عام 1993، قام المشاركون في PVPS بتنفيذ مجموعة متنوعة من المشاريع المشتركة في تطبيق التحويل الكهروضوئي للطاقة الشمسية إلى كهرباء .
- في عام 2011، قال كبير الاقتصاديين في وكالة الطاقة الدولية، فاتح بيرول إن ما يعادل 409 مليار دولار حاليًا، من دعم الوقود الأحفوري يشجع على الإسراف في استخدام الطاقة، وأن التخفيضات في الإعانات هي أكبر بند في السياسة، من شأنه أن يساعد الطاقات المتجددة في الحصول على حصة أكبر في السوق وتقليل،ثاني أكسيد الكربون،الانبعاثات.

- في نوفمبر 2011، أصبحت تكنولوجيا الطاقة المتجددة تنافسية، بشكل متزايد، من حيث التكلفة ومعدلات النمو تتماشى مع المستويات المطلوبة لمستقبل الطاقة المستدامة". وذكر التقرير أيضا أن "الدعم في تقنيات الطاقة الخضراء، التي لم تكن قادرة على المنافسة بعد له ما يبرره من أجل إعطاء حافز للاستثمار، في التقنيات ذات الفوائد البيئية وأمن الطاقة الواضحة". قالت وكالة الطاقة الدولية، إن قطاع الكهرباء المتجددة "نما بسرعة في السنوات الخمس الماضية، ويوفر الآن ما يقرب من 20 في المائة من توليد الطاقة في العالم". لا يتفق تقرير وكالة الطاقة الدولية مع الادعاءات القائلة، بأن تقنيات الطاقة المتجددة ليست قابلة للتطبيق، إلا من خلال الإعانات المكلفة، وغير قادرة على إنتاج الطاقة بشكل موثوق لتلبية الطلب. وقالت وكالة الطاقة الدولية:أصبحت محفظة تقنيات الطاقة المتجددة قادرة على المنافسة، من حيث التكلفة في نطاق واسع بشكل متزايد، من الظروف، وفي بعض الحالات توفر فرصًا، للاستثمار دون الحاجة إلى دعم اقتصادي محدد، وأضافت أن خفض التكاليف في التقنيات الحيوية، مثل كالرياح والشمس، سيستمران.
- في 2011 ، قالت وكالة الطاقة الدولية:

إن تطوير تقنيات،طاقة شمسية، نظيفة لا تنضب وبأسعار معقولة سيكون له فوائد ضخمة، على المدى الطويل. سيؤدي ذلك إلى زيادة أمن الطاقة في البلدان من خلال الاعتماد على مورد أصلي، لا ينضب ومستقل في الغالب عن الاستيراد، وتعزيز الاستدامة، والحد من التلوث، وخفض تكاليف التخفيف من تغير المناخ، والحفاظ على أسعار الوقود الأحفوري، أقل من غير ذلك. هذه المزايا عالمية. ومن ثم ينبغي اعتبار التكاليف الإضافية لحوافز النشر المبكر استثمارات تعليمية؛ يجب أن تُنفق بحكمة وأن يتم تقاسمها على نطاق واسع. .
- في 2012، تم نشر تقرير سنوي متوسط الأجل، يحلل قطاع الطاقة المتجددة من قبل وكالة الطاقة الدولية. هذا المنشور حول الطاقة المتجددة - «الذي يعد الآن القطاع الأسرع نموًا، في مزيج الطاقة ويمثل ما يقرب من خمس إجمالي الكهرباء المنتجة في جميع أنحاء العالم، - سينضم إلى التقارير السنوية متوسطة الأجل حول النفط والغاز والفحم، التي تنتجها وكالة الطاقة الدولية بالفعل» . مع هذا التقرير، «تأخذ الطاقة المتجددة مقعدها الصحيح على الطاولة جنبًا إلى جنب مع مصادر الطاقة الرئيسية الأخرى».[19]

## دول الرابطة
في مارس 2017، بعد سلسلة من المشاورات المكثفة مع جميع الوزارات ذات الصلة، انضمت الهند إلى وكالة الطاقة الدولية كدولة ارتباط. كانت هذه علامة بارزة في إدارة الطاقة العالمية! وخطوة رئيسية أخرى نحو وكالة الطاقة؛ الدولية لتصبح منظمة طاقة عالمية، حقًا وتقوية العلاقات مع الجهات الفاعلة الرئيسية، في مجال الطاقة. ومنذ ذلك الحين، شاركت الوفود الهندية بنشاط في لجان، واجتماعات وورش عمل الوكالة الدولية للطاقة. تطلق وكالة الطاقة الدولية منشورات رئيسية في نيودلهي؛ لمشاركة النتائج مع مجتمعات الطاقة وصانعي السياسات في الهند.
 البرازيل
 الصين
 الهند
 اندونيسيا
 المغرب
 سنغافورة
 جنوب أفريقيا
 تايلاند

## تطوير وتعزيز تقنيات تخزين الطاقة
أكمل برنامج حفظ الطاقة التابع لوكالة الطاقة الدولية من خلال تخزين الطاقة (ECES), ،20 ملحقًا إنمائيًا يغطي تخزين الطاقة الحرارية الموسمية كحرارة معقولة أو باردة، بالإضافة إلى تخزين الطاقة الحرارية المعقولة، الكامنة، الكيميائية الحرارية والطاقة الكهربائية. وهناك أربعة ملاحق أخرى قيد التنفيذ.
عقد برنامج ECES مؤتمرات عالمية للطاقة كل ثلاث سنوات منذ عام 1981. ركزت المؤتمرات في الأصل حصريًا على STES، ولكن الآن هذه التقنيات أصبحت ناضجة وأنواع أخرى من تكنولوجيا تخزين الطاقة مدرجة الآن أيضًا. منذ عام 1985 كان لكل مؤتمر مخزون للتخزين في نهاية اسمه؛ على سبيل المثال إيكوستوك، ثيرماستوك. ،هم محتجزون في مواقع مختلفة حول العالم. كان آخرها حدث Greenstock 2015 المؤتمر الدولي الثالث عشر لتخزين الطاقة الحرارية في بكين، الصين. سيعقد Enerstock 2018 في أضنة، تركيا.

## تقنيات الضخ الحراري (HPT TCP)
تأسس برنامج التعاون التكنولوجي بشأن تقنيات الضخ الحراري من قبل وكالة الطاقة الدولية HPT TCP في عام 1978. وهو جزء من برامج التعاون التكنولوجي لوكالة الطاقة الدولية TCP.
فيما يلي قائمة بأحدث الملاحق اعتبارًا من سبتمبر 2020، بما في ذلك بعض الملاحق المكتملة.
- الملحق 56

إنترنت الأشياء للمضخات الحرارية,
- الملحق 55

صندوق الراحة والمناخ،
- الملحق 54

أنظمة المضخات الحرارية ذات المبردات المنخفضة القدرة على إحداث الاحترار العالمي، إمكانية الاحترار العالمي،
- الملحق 53

تطوير تقنيات التبريد / التبريد المتقدمة،
- الملحق 52

قياس الأداء طويل المدى لأنظمة GSHP المضخات الحرارية الأرضية المصدر، التي تخدم المباني التجارية والمؤسسية والمتعددة العائلات،
- الملحق 51

التوقيع الصوتي للمضخات الحرارية،
- الملحق 50

مضخات الحرارة في المباني متعددة العائلات لتدفئة الأماكن و DHW الماء الساخن المنزلي،
- الملحق 49

تصميم وتكامل المضخات الحرارية لـ nZEB ،بالقرب من مباني الطاقة الصفرية،
- الملحق 48

مضخات حرارية صناعية المرحلة الثانية،
- الملحق 47

مضخات الحرارة في أنظمة التدفئة والتبريد،
- الملحق 46

مضخات تسخين الماء الساخن المنزلية،
- الملحق 45

مضخات حرارية هجينة،
- الملحق 44

مؤشرات الأداء لمباني السوبر ماركت الموفرة للطاقة،
- الملحق 43

مضخات حرارية تعمل بالامتصاص بالوقود،
- الملحق 42

مضخات الحرارة في الشبكات الذكية،
- الملحق 41

مضخات حرارة المناخ البارد تحسين أداء درجة الحرارة المحيطة المنخفضة لمضخات حرارية مصدر الهواء،
- الملحق 40

مفاهيم المضخات الحرارية للمباني الخالية من الطاقة تقريبًا،

## احتجاز الكربون
تعزز الوكالة الدولية للطاقة، الحد من انبعاثات ثاني أكسيد الكربون، لكل من احتجاز الكربون من الوقود الأحفوري التقليدي، وتخزينه (CCS) والطاقة الحيوية، باستخدام CCS (BECCS) من خلال العمل مع الدول الأعضاء والشريكة، على تطوير سياسات طاقة دولية ووطنية فعالة، من حيث التكلفة وفعالة بما في ذلك احتجاز وتخزين الكربون، والتجارة آليات وتقنيات منخفضة الكربون. يناقش تقرير الوكالة الدولية للطاقة لعام 2012، بعنوان «استراتيجية سياسة لالتقاط الكربون وتخزينه» آليات السياسة الشاملة التي، تتضمن تحديد سعر السوق لانبعاثات ثاني أكسيد الكربون كمفتاح للحد من انبعاثات ثاني أكسيد الكربون. «على النقيض من الطاقة المتجددة أو تطبيقات كفاءة الطاقة، لا يولد احتجاز وتخزين ثاني أكسيد الكربون أي إيرادات، ولا فوائد أخرى للسوق، طالما أنه لا يوجد سعر لانبعاثات ثاني أكسيد الكربون. فهو مكلف للتركيب ويزيد من تكاليف التشغيل بمجرد تطبيقه. يعد دعم السياسات الفعال والمصمم جيدًا أمرًا ضروريًا للتغلب على هذه الحواجز والنشر اللاحق لتقنية احتجاز الكربون وتخزينه.»
وفقاً لما جاء بتقرير صدر عن وكالة الطاقة الدولية في نوفمبر 2023 ، ينبغي على العالم مضاعفة الاستثمارات في شبكات الكهرباء بحيث تتجاوز 600 مليار دولار سنوياً، إذا كانت الدول تسعى لتحقيق مستهدفاتها المناخية والحفاظ على أمن الطاقة.
هذا المبلغ سيسدد تكاليف إضافة أو تجديد نحو 80 مليون كيلومتر (49.7 مليون ميل) من خطوط نقل وتوزيع الكهرباء بحلول 2040. 

## كفاءة الطاقة
في قمة هيليغيندام في يونيو 2007، أقرت مجموعة الثماني باقتراح الاتحاد الأوروبي لمبادرة دولية حول كفاءة الطاقة تم طرحها في مارس 2007، ووافقت على استكشاف أكثر الوسائل فعالية لتعزيز كفاءة الطاقة على المستوى الدولي، مع وكالة الطاقة الدولية.
بعد عام، في 8 يونيو 2008، قررت دول مجموعة الثماني والصين والهند وكوريا الجنوبية والجماعة الأوروبية إنشاء الشراكة الدولية للتعاون في مجال كفاءة الطاقة، في الاجتماع الوزاري للطاقة الذي استضافته اليابان في إطار رئاسة مجموعة الثماني لعام 2008،  في أوموري.

## اقرأ أيضا
- نظرية قمة هوبرت
- سياسة نفط
- نفط
- نفط رملي
- الغاز النفطي المسال
- الهدف الإلزامي للطاقة المتجددة